# 槌球 (中世紀法國)
槌球（法語：jeu de mail）是旧时法国的一项体育运动.

## 历史
关于槌球最早的历史记录可以追溯到1416年的一份拉丁文文本。中世纪时，槌球在法国和意大利非常受欢迎，并在17世纪传入英格兰，得名为“Pall Mall”。18世纪，槌球的流行达到历史巅峰。

## 游戏
槌球有四种玩法。